# Пешеходна пътека
Пешеходната пътека е място, където пешеходците могат безопасно да пресичат път. Пешеходните пътеки обикновено се намират до кръстовища. В България пешеходните пътеки са маркирани като много линии успоредни на пътя. Има страни, където пешеходната пътека е маркирана с две паралелни ивици по протежение на пътя, които очертават зоната на пресичане. Пешеходната пътека е означена с предупредителен пътен знак А18.